# Расстрел на Марсовом поле
Расстрел на Марсовом поле (фр. Fusillade du Champ-de-Mars) или резня на Марсовом поле во время Великой французской революции — расстрел безоружной демонстрации в поддержку петиции о ликвидации монархии 17 июля 1791 года.

## Предшествующие события
С первых дней революции началось бегство французской аристократии за границу.
20 июня 1791 года и король Людовик XVI бежал с семьей из Тюильри. Это событие как громом поразило и Национальное собрание, и муниципалитет, и все население столицы. Двор сразу раскрывал карты, и в первый момент казалось, что всякие мечты о мирном сосуществовании монархии и конституционализма должны разлететься прахом.
Негодование охватило народ. Перед лицом очевидной измены, чреватой опасными последствиями для революции, массы начали вооружаться. Вооружение народа происходило таким же способом, как перед взятием Бастилии, ровно за 2 года до того, то есть открытой силой, и в зданиях, принадлежащих духовенству. А ведь духовенство всегда подозревалось в сочувствии старому порядку. Сразу воскресло настроение конца июня и начала июля 1789 года.
Вечером 22 июня Париж и Национальное собрание узнали, что король арестован в местечке Варенн. Король и королева под конвоем были возвращены в столицу. Их встретило гробовое молчание народа, столпившегося на улицах. События этих дней получили название «Вареннский кризис».
Очевидная для всех измена короля породила острый политический кризис. Продолжала набирать обороты идея об отмене монархии и установлении республиканского режима. Клуб кордельеров и «Всемирная федерация друзей истины» возглавили движение народных масс, настаивавших на отречении короля-изменника от власти. Дантон, Шометт, Кондорсе выступали горячими поборниками установления республики во Франции. Местные отделения Якобинского клуба направляли в Париж петиции, требовавшие немедленного отречения короля и королевы. Теперь у этого движения появилось много сторонников не только в столице, но и в провинции.
Алтарь Отечества на Марсовом поле сделался театром народных манифестаций, враждебных Людовику XVI, стремившихся добиться призыва к народу.
Депутаты Учредительного собрания на момент разбирательства временно отрешили короля от власти. Не теряя надежды после стольких преобразований договориться с Людовиком XVI и установить в королевстве конституционную монархию, а также стремясь дать самый решительный отпор сторонникам республики, депутаты Собрания прикладывали все усилия для спасения сильно пошатнувшейся репутации французского короля. 15 июля усердием Собрания Людовик XVI был реабилитирован перед Францией, что было закреплено в форме постановления депутатами Учредительного собрания, придерживающихся версии о «похищении короля» с целью его компрометации.
Кордельеры развернули агитацию против этой политики Учредительного Собрания. Они составили петицию, призывавшую не подчиняться незаконной власти короля-изменника. 16 июля члены Клуба кордельеров отправились в Якобинский клуб, призывая поддержать антикоролевскую петицию. При обсуждении этого вопроса произошёл первый раскол клуба. Левая часть Якобинского клуба поддержала петицию. Правая часть якобинцев, состоявшая в большинстве своём в «Обществе 1789 года» (Барнав, Дюпор, Александр Ламет и их сторонники), демонстративно покинула заседание и вышла из состава клуба, вскоре основав новый политический Клуб фельянов.

## Накануне 17 июля
15 июля Барнав выступает в Учредительном собрании, требуя положить конец революционным порывам масс. За день до трагедии на Марсовом поле Якобинский клуб покинули противники республики. Демократические клубы и газеты требовали низложения монархии.
16 июля члены клуба кордельеров призвали народ собраться на Марсовом поле для принятия петиции о ликвидации монархии во Франции, упразднения имущественного ценза и переизбрания депутатов Учредительного собрания.
Текст петиции был составлен членами клубов кордельеров и якобинцев и редактирован Жаком-Пьером Бриссо — одним из известнейших деятелей революции и редактором «Французского Патриота» (фр. «Le patriote français»).
Вечером 15 числа произошло совещание в доме Дантона с Камиллом Демуленом, Брюном и Лапойпом, с целью принятия мер для увеличения числа подписей и распространения движения на департаменты. На следующий день, утром 16 июля, манифестанты собрались в церкви якобинцев и выслушали петицию, которая заканчивалась так:
«Нижеподписавшиеся французы формально требуют, чтобы Национальное собрание приняло, от имени нации, отречение Людовика XVI от врученной ему короны, сделанное им 21 июня, и позаботилось бы о назначении ему преемника при помощи всех имеющихся у него конституционных средств, причём нижеподписавшиеся объявляют, что они никогда не признают Людовика XVI своим королём, если только большинство нации не выразит желания, противного выраженному в этой петиции».
Петиция была одобрена и петиционеры, стараясь соблюсти законность, предупредили муниципальные власти о своём намерении идти на Марсово поле.
Они отправились туда, и так как Алтарь отечества был очень обширен, то четыре комиссара (в том числе Дантон) стали у четырёх его углов и одновременно прочли петицию. Республиканцы были очень недовольны, многие из них принесли другие петиции. Те из них, кто подписался под оглашённой петицией, вычеркнули вторую половину фразы «и позаботилось бы о назначении ему преемника…». Другие же, после слов «Людовика XVI своим королём», прибавили «и никого другого». Были пущены в обращение даже отпечатанные тексты с такой прибавкой. Комиссары запротестовали и отправились совещаться с клубом якобинцев, что вылилось в четырёхчасовые прения. Наконец, было решено, что первоначальный текст будет удержан без всяких изменений. Но тут же стало известно о том, что Национальное собрание уже издало свой декрет о «похищении короля», и было принято решение вернуть петицию назад.

## События 17 июля
Воскресным утром 17 июля якобинцы послали остановить печатание петиции, а на Марсовом поле было объявлено находившимся там гражданам, чтобы они отказались от неё.
Тем временем, по призыву клуба кордельеров многие тысячи парижан, главным образом рабочие и ремесленники, собрались на Марсовом поле, вокруг Алтаря Отечества чтобы поставить свои подписи под петицией, требовавшей низложения короля.
Демократы, как республиканцы, так и нереспубликанцы, кордельеры и народные клубы не последовали примеру якобинцев. Прямо на поле, группой, выделившейся из числа собравшихся была составлена новая петиция. Её авторами были Робер, Пейр, Вашар и Демуа. Под ней подписались около 6000 человек. Ни Дантон, ни один из известных якобинцев не подписались.
Из петиции, оглашённой на Марсовом поле:
«Совершилось великое преступление: Людовик XVI бежит; он недостойно покидает свой пост; государство на краю анархии. Граждане задерживают его в Варенне и привозят в Париж. Население этой столицы настоятельно просит вас ничего не решать о судьбе виновного, не выслушав желаний остальных 83 департаментов; вы медлите; в собрание поступает множество адресов; все области государства одновременно требуют суда над Людовиком. Но вы, господа, очевидно, решили, что он невиновен и неприкосновенен, заявив вашим вчерашним декретом, что после того как будет закончена конституция, она будет представлена королю…… Мы требуем принять его отречение и созвать новое Учредительное собрание, для того, чтобы приступить к действительно национальному суду над виновным и в особенности к его замещению и организации новой исполнительной власти».
Все органы власти получили приказ Учредительного собрания об обеспечении соблюдения законов и общественного спокойствия. По приказу Учредительного собрания на Марсово поле стягивались войска Национальной гвардии. Собрание народа проходило спокойно, но господствующая власть, стремясь установить конституционную монархию, решилась действовать. Мэр Парижа Байи приказал разогнать демонстрацию силой.
Маркиз де Лафайет и Национальная гвардия, которая была под его командованием, разгоняли толпу, пытаясь сохранить общественный порядок. Они с успехом поддерживали мирную обстановку, но во второй половине дня, толпа, во главе с Дантоном и Камилем Демуленом, вернулась в ещё большем количестве.
Эта толпа была настроена более решительно, чем предыдущая, и представляла большую угрозу безопасности. Лафайет вновь попытался разогнать толпу. В ответ толпа забросала камнями национальную гвардию. После того как были сделаны несколько предупредительных выстрелов, национальные гвардейцы открыли огонь прямо в толпу. Около 50 человек было убито и сотни ранено. Впервые одна часть третьего сословия выступила с оружием в руках против другой его части.
После разгона мирной демонстрации последовали карательные меры правительства. 18 июля Учредительное собрание издало декрет о суровом наказании «мятежников», постановив начать судебное преследование участников демонстрации.

## Результат и последствия
Расстрел на Марсовом поле показал, как далеко зашло размежевание в третьем сословии. Умеренные конституционалисты, которые в начале революции боролись против королевского абсолютизма, теперь выступили в защиту монархии, которую они тщетно пытались преобразовать. В Якобинском клубе произошёл раскол. Ещё 16 июля, после принятия петиции о низложении короля, из клуба вышли почти все его члены — депутаты Учредительного собрания. Эти депутаты — сторонники Лафайета и Барнава — образовали новый клуб Фельянов.
Учредительное собрание после 17 июля круто повернуло вправо. Усилились гонения на демократов и республиканцев, названные современниками «трехцветным террором». Было начато следствие по поводу событий 17 июля. Около 200 человек было арестовано, к судебной ответственности привлекли 14 человек, из них трое — Камиль Демулен, Лежандр, Сантер — скрылись. Сначала Дантон, а затем и Марат должны были уехать в Англию. Клуб кордельеров был опечатан и смог возобновить свои заседания лишь в конце июля. Закрыли несколько газет, отличавшихся своей республиканской направленностью.
Временно конституционалисты достигли успеха, но как показали дальнейшие события, ненадолго. Монархисты не намерены были идти ни на какой компромисс, а демократическая часть не одобряла все сделанные уступки. Как бы то ни было, никто не питал никаких иллюзий в отношении намерений двора.